# Never Turn Your Back on a Friend (album)
Cet article concerne l'album de Budgie. Pour l'épisode 12 de la série télévisée Espionage, voir Never Turn Your Back on a Friend.
Albums de Budgie
Squawk
(1972) In for the Kill
(1974)
Never Turn Your Back on a Friend est le troisième album studio du groupe gallois Budgie. Il est sorti en juin 1973 sur le label MCA Records et a été produit par le groupe.

## Historique
Comme pour les deux albums précédents, l'enregistrement se déroula dans les Studios Rockfield de Monmouth au Pays-de-Galles.
Il est le dernier album avec le batteur original Ray Philips. La chanson qui débute l'album, Breadfan, sera repris en 1988 par le groupe Metallica pour la face B de son single Harvester of Sorrow et sera présent sur l'album de reprises Garage Inc.. Sur les pressages originaux de l'album, le titre est introduit par les cloches de Big Ben et un extrait du discours que Winston Churchill prononça le 13 mai 1940 à la Chambre des communes du Royaume-Uni. Pour des raisons de copyright, ce passage ne sera pas reproduit sur les pressages suivants. On y trouve aussi une reprise du célèbre Baby, Please Don't Go de Big Joe Williams.
La version remastérisée parue en 2005, comprend 3 titres bonus, une version de Breadfan enregistrée pendant les répétitions de la tournée 2003, une version acoustique de Parents enregistrée en 2004 par Burke Shelley et Tony Bourge et une vidéo de Breadfan enregistré pendant le Old Grey Whisltle Test en 1973.
La pochette est à nouveau signée par le l'artiste anglais Roger Dean, le logo du groupe fait aussi sa première apparition.

## Liste des titres
- Tous les titres sont signés Shelley / Bourge / Philips sauf indication.

Face 1
1. Breadfan - 6:10
2. Baby, Please Don't Go (Big Joe Williams) - 5:31
3. You Know I'll Always Love You - 2:15
4. You're the Biggest Thing Since Powdered Milk - 8:51

Face 2
1. In the Grip Of A Tyrefitter's Hand - 6:30
2. Riding My Nightmare - 2:43
3. Parents - 10:25

## Version Remastérisée
- Titres bonus sur la version remastérisée de 2005.

1. Breadfan (version 2003) - 5:27
2. Parents (version acoustique 2004) - 5:37
3. Breadfan (vidéo 1973) - 6:05

## Musiciens
- Burke Shelley : chant, basse
- Tony Bourge : guitare électrique et acoustique, chœurs
- Ray Philips : batterie, percussions.
- Steve Williams : batterie, percussions sur le titre de 2003.
- Simon Lees : guitares sur le titre de 2003.